# Alles Sense
Alles Sense (Originaltitel: Reaper Man) ist ein Roman von Terry Pratchett, der in dem fiktiven Universum Scheibenwelt spielt. Er ist der zweite Scheibenweltroman mit Tod als Protagonist. Im Roman wird Tod in Rente geschickt, woraufhin er sich bei einer Witwe auf ihrem Bauernhof als Knecht verdingt. In der Scheibenwelt führt Tods Abwesenheit zu allgemeiner Unruhe, darunter Poltergeist-Phänomene und einen untoten Zauberer.

## Handlung
Weil Gevatter Tod eine individuelle Persönlichkeit entwickelt hat und sich für das Schicksal derjenigen zu interessieren begann, die er nur regungslos und neutral nach deren Ableben abzuholen hat, beschließen seine Auftraggeber, die Revisoren, ihn in den Ruhestand zu schicken. Tod nutzt seine verbliebene Zeit, um endlich zu erfahren, was es bedeutet, Zeit zu haben und sie gegebenenfalls zu verschwenden. In einem kleinen Dorf verdingt er sich als Knecht und arbeitet unter dem Pseudonym „Bill Tür“ bei Witwe Flinkwert. Dabei gewinnt er tiefe Einsichten in das Leben, das Denken und den Humor der Menschen, was ihm in der Dorfkneipe schließlich sogar den Ehrentitel Guter Alter Bill einbringt.
Indes aber zeigt die Abwesenheit des Todes unangenehme Nebenwirkungen, denn es ist noch kein Nachfolger gefunden, der sich um die menschlichen Toten kümmert. Die Lebensenergie alles Verstorbenen staut sich an und beginnt die Welt des Unbelebten zu durchdringen. Alle möglichen Poltergeist-Phänomene sind zu beobachten: Hosen laufen ihren Besitzern davon, Sofas machen sich selbständig, und Nägel und Schrauben verweigern den Dienst. In der Tierwelt entstehen eigene Tod-Figuren, so der Rattentod, der sich um die verstorbenen Ratten kümmert.
Weil Tod außer Dienst ist, kann auch der frisch verstorbene Zauberer Windle Poons nicht von Tod abgeholt werden und ist zu einem Dasein als Zombie verdammt. Nachdem seine Zaubererkollegen mehrere Male vergeblich versucht haben, ihn endgültig zu töten und zu begraben, schließt sich Windle Poons schließlich einer Selbsthilfegruppe von Untoten namens Klub Neustart an.
Windle Poons Zaubererkollegen und Klub Neustart bemerken, dass die Stadt Ankh-Morpork von einer parasitären Lebensform befallen ist, die sich von Städten ernährt. Diese wird zunächst in Eiern ausgebrütet, die Schneekugeln ähneln, verwandelt sich dann in Einkaufswagen und wird dann zur Gestalt einer amerikanischen Shopping-Mall. Gemeinsam mit seinen neu gewonnenen Freunden aus Klub Neustart und den Zauberern gelingt es Windle Poons, den transdimensionalen Städteparasiten zu vernichten.
Währenddessen bereitet sich Tod auf die Begegnung mit seinem Nachfolger vor. Nachdem er Zeuge von dessen stolzer Eitelkeit geworden ist, denkt er nicht mehr daran, kampflos das Feld zu räumen und besiegt ihn schließlich. Tod absorbiert alle anderen Tode wieder, mit der Ausnahme des Rattentods. Tod sucht danach Azrael auf, den Tod des Universums, und handelt aus, dass er auf seinen alten Posten zurückkehren kann.
Zurück bei Witwe Flinkwert geht Tod mit ihr zum Tanz beim Erntedankfest, wo sich die beiden unerwartet als ausdauerndes Tanzpaar herausstellen. Als die Sonne aufgeht, realisiert Witwe Flinkwert, dass sie bereits seit Stunden tot sein müsste. Tod hat ihr ein paar letzte schöne Stunden geschenkt, bevor er sie abholen muss. Als letzte Tat vereinigt Tod Witwe Flinkwert mit ihrem verstorbenen Verlobten, der vor vielen Jahren im Gebirge verschollen ist. Dann holt Tod auch endlich Windle Poons ab.
Der Roman endet damit, dass Tod den Ratten- und den Flohtod entdeckt und darauf verzichtet, die beiden auch zu absorbieren. Sie philosophieren darüber, ob auch der Rattentod ein Reittier haben sollte – eine Katze oder einen Hund, das der Flohtod auch benutzen kann.

## Stellung in der Literaturgeschichte
Alles Sense ist der elfte Scheibenwelt-Roman insgesamt und der zweite Scheibenweltroman mit Tod als Protagonist. Pratchetts Romane werden in Literaturgeschichten der Fantasy als wichtige Werke des Genres genannt.
Pratchetts Romane adressieren auf unterhaltsame Weise vielfältige philosophische Fragen, z. B. zu Metaphysik, Logik oder Erkenntnistheorie, dies wurde in einem Sammelband Philosophy and Terry Pratchett gewürdigt, darunter auch die Themen Tod, Individualität und der Roman Alles Sense.

## Rezeption
Terry Pratchetts Scheibenwelt-Romane sind weltweit ein Verkaufserfolg, so auch Reaper Man. In einer Umfrage der BBC aus dem Jahr 2003 schaffte es Reaper Man unter die 200 beliebtesten Romane der Briten. Reaper Man wurde in eine Vielzahl von Sprachen übersetzt, darunter Deutsch, Polnisch, Italienisch, Chinesisch, Tschechisch, Niederländisch, Russisch und Spanisch. Von dem Roman gibt es unter anderem eine englische und eine deutsche Hörbuchausgabe.
Die Figur des Tod gehört zu den beliebtesten Figuren aus den Scheibenweltromanen. Im Nachruf auf Terry Pratchett 2015 würdigt die BBC den Bestsellerautor und zitiert den Schauspieler Tony Robinson, dem zufolge Tod eine von Pratchetts besten Schöpfungen sei. Sebastian Anthony schreibt in seinem Nachruf auf den verstorbenen Pratchett in Ars Technica, dass er seit seiner Jugend ein Pratchett-Fan sei und Reaper Man und Night Watch ihn heute noch zu Tränen rührten.
Ein Teil des Romans wurde 1996 als kurzer Trickfilm adaptiert, Welcome to the Discworld, mit Christopher Lee in der Rolle als Tod.

### Textausgaben
- Terry Pratchett: Reaper Man. Victor Gollancz, London 1991, ISBN 0-575-04979-0. (englische Originalausgabe)
- Terry Pratchett: Alles Sense: Ein Scheibenwelt-Roman. Aus dem Englischen übersetzt von Andreas Brandhorst. Goldmann, München 1994. (deutsche Erstübersetzung)
- Terry Pratchett: Alles Sense: Ein Scheibenwelt-Roman. Aus dem Englischen neu übersetzt von Regina Rawlinson. Goldmann, München 2011, ISBN 978-3-442-48377-8. (deutsche Neuübersetzung 2011)

### Hörbücher
- Terry Pratchett: Reaper Man. Hörbuch, gelesen von Nigel Planer. Isis, Oxford 2008, ISBN 9780753140345.
- Terry Pratchett: Alles Sense: Ein Scheibenwelt-Roman. Gekürzte Lesefassung. Gelesen von Rufus Beck. Aus dem Englischen übersetzt von Andreas Brandhorst. Lesefassung und Regie: Thomas Krüger. Schall & Wahn Bergisch Gladbach/Edel Distribution, Hamburg 2007, ISBN 9783866047204.